# Taubenturm Manoir du Repaire

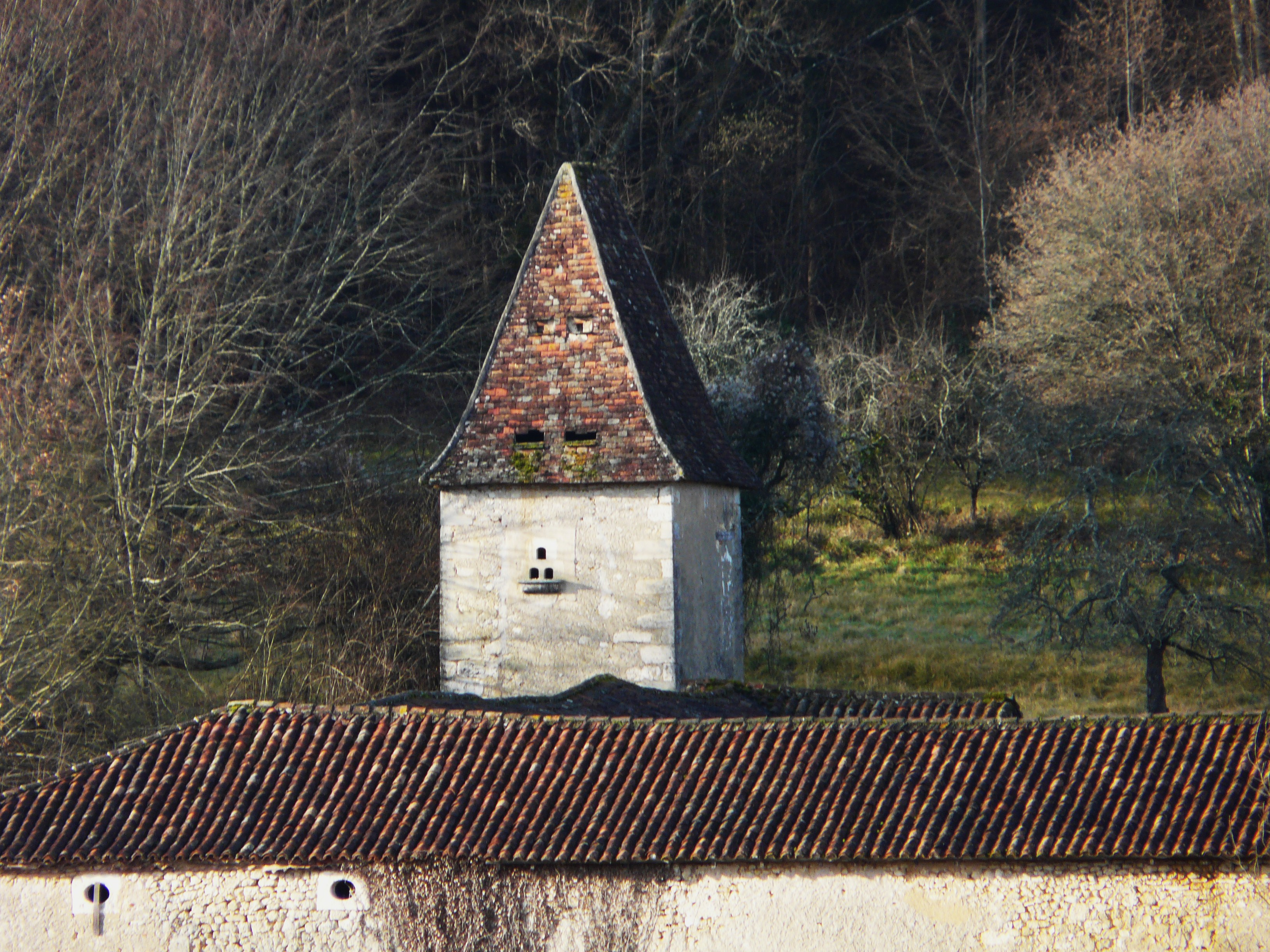
Taubenturm in Saint-Front-d'Alemps

Der Taubenturm (französisch colombier oder pigeonnier) des Manoir du Repaire in Saint-Front-d’Alemps, einer französischen Gemeinde im Département Dordogne in der Region Nouvelle-Aquitaine, wurde vermutlich im 17./18. Jahrhundert errichtet und steht unter Denkmalschutz.
Der rechteckige Taubenturm aus Bruchsteinmauerwerk mit Eckquaderung aus Haustein steht am Rande des Manoir. Das Pyramidendach wird von flachen Ziegeln gedeckt.